# Canet d'Adri
Canet d'Adri (em catalão e oficialmente) ou Canet de Adri (em castelhano) é um município da Espanha na comarca do Gironès, província de Girona, comunidade autónoma da Catalunha. Tem 45,19 km² de área e em 2021 tinha 749 habitantes (densidade: 16,6 hab./km²).
| 1900  | 1930  | 1950 | 1970 | 1981 | 1986 | 2006 |
| ----- | ----- | ---- | ---- | ---- | ---- | ---- |
| 1.118 | 1.091 | 971  | 528  | 438  | 453  | 576  |

## Economia
Sua economia baseia-se na agricultura de irrigação, bem como a criação de gado.

## Localidades
O município é composto por 6 localidades, quais sejam: Canet d'Adri (Sede), Adri, Biert, Montbò, Montcal e Rocacorba.

## Lugares de interesse
- Igreja de Sant Vicenç, de origem românica com modificações do século XVI, em Canet.
- Igreja de Sant Llorenç, de origem medieval, em Adri.
- Igreja de Sant Martí, de origem medieval, em Biert.
- Igreja de Sant Joan, de origem românica, em Montbò.
- Igreja de Santa Cecília, de origem românica, em Montcal.
- Santuário de Santa Maria, do século XVIII, em Rocacorba.
- Dólmen de Montbò.
- Caverna de Boratuna e restos de um povoado ibérico.
- Numerosos sítios de interesse natural.
- Font de la Torra.